# Каплунов Денис Олександрович
Дени́с Олекса́ндрович Каплуно́в (нар. 13 травня 1981, Миколаїв) — український письменник, фахівець з реклами, зокрема для е-комерції з використанням інфотехнологій (Інтернет та його ресурси, SMS, MMS тощо), маркетингу та копірайтингу, блогер; засновник власної агенції копірайтингу. Живе і працює в Києві.
Друковані книги Д. Каплунова входили до ТОП-3 кращих книг для копірайтерів (2019) за версією автора російського журналу «Expertology».

## З біографії
Денис Каплунов народився 13 травня 1981 року у місті Миколаєві. 
Здобув юридичну та економічну вищу освіту в ОНУ імені Мечникова.

## Професійна і бізнесова діяльність
Д. О. Каплунов починав кар'єру з роботи в комерційному банку, де відповідав за побудову системи продажів і проведення переговорів.
Надалі переключився винятково на копірайтинг: написання рекламних текстів для продажів. Починав з професійних бірж, і на 3-х з них (еТХТ, TEXTBROKER і TEXTSALE) посідав позицію №1 в списках ТОП-авторів.
У 2010 році зареєструвався офіційно як підприємець (ФОП) і створив перший сайт, почавши роботу незалежного копірайтера.
Оскільки бізнес набрав обертів, у 2013 році Денис Каплунов заснував іменне агентство «Студія Дениса Каплунова», яке спеціалізується на виготовленні рекламного контенту.
Для популяризації власних напрацювань у сфері реклами і копірайтингу, а також розширення профдіяльності Д. О. Каплунов заснував освітній проект «Школа копірайтингу» (2018).
Також є достатньо знаним блогером, зокрема автором впливового тематичного блогу «Копірайтинг від А до Ю».

## Доробок і значення
Денис Олександрович Каплунов є одним з найуспішніших копірайтерів на пострадянському просторі, творець власної теорії е-продажів і, відповідно, застосування онлайн-реклами. Так, на думку фахівців, Денис Каплунов репрезентує один із 3-х напрямів розуміння електронної комерції, згідно з яким цифровий бізнес — це сучасні бізнес-процеси, що реалізуються з використанням інформаційних і телекомунікаційних технологій.
За даними фахівців «Trendlinge Ukraine» (2016) Денис Каплунов входив у трійку авторів, чиї текстові принципи та шаблони застосовують 60% копірайтерів.
Відтак, доробок Дениса Каплунова з копірайтингу ввійшов до сучасної наукової літератури, яку вивчають фахівці різних галузей (економіка, філологія, політологія, соціальні комунікації) та використовується в навчальному процесі вищої школи.
Книги Дениса Каплунова існують як в паперовій, так і електронній версіях; як в оригіналі, зокрема українською, так і в перекладах. Паперові друкувались відомими російськими та українськими видавництвами «Манн, Іванов і Фербер», «ЕКСМО» (обидва — Москва, Росія), «Фабула» (Харків, Україна), в тому числі накладами понад 3 000 примірників. 
Бібліографія:
паперові видання:
- «Копирайтинг массового поражения» (2011): ISBN: 978-5-459-00680-3[16]
- «Эффективное коммерческое предложение. Исчерпывающее руководство» (2013): ISBN: 978-5-91657-619-1[17]
- «Контент, маркетинг и рок-н-рол» (2015): ISBN: 978-5-00057-502-4[18]
- «Бізнес-копірайтинг. Як писати серйозні тексти для серйозних людей» (2015): ISBN: 978-5-00100-147-8практичний посібник про те як писати живі та авторитетні тексти без води
- «Нейрокопірайтинг» (2018)
- «Як писати комерційну пропозицію» (2019)
- «Королі соціальних мереж» (2022)
- «Нейрокопірайтинг 2.0» (2023)
- «Персональний брендбук» (2023)

електронні книги:
- «Книга Сокровищ Копирайтера»[19][20]
- «Школа текстовых продаж»[21]
- «Twitter-копирайтинг»[22]
- «SMS-копирайтинг» (2011)
- «Нейрокопірайтинг» (2018)
- «Нейрокопірайтинг 2.0» (2023)

## Нагорода
Денис Олександрович Каплунов став номінантом і лауреатом конкурсу «Вибір читачів Лайвліба» серед бізнес-книг за видання «Бізнес-копірайтинг. Як писати серйозні тексти для серйозних людей» (2015).

## Цікавий факт
- Денис Каплунов має персональний рекорд ефективності за сумою — угода на 4.5 млн. євро з однієї комерційної пропозиції[24].